# Brillenkauz
Der Brillenkauz (Pulsatrix perspicillata) ist eine große, kontrastreich gefärbte  Eulenart aus der Familie der Eigentlichen Eulen (Strigidae). Das Verbreitungsgebiet des Brillenkauzes reicht von Südmexiko über Mittelamerika und große Teile des nördlichen Südamerikas bis in den Norden Argentiniens. Die Tiere bewohnen den geschlossenen Wald der Tropen und Subtropen, kommen aber auch in Plantagen und Baumhainen vor. Die Nahrung besteht in erster Linie aus kleineren Säugern bis zur Größe von Opossums sowie aus Vögeln bis zur Größe von Tauben und kleineren Eulen. 
Die Bestandssituation des Brillenkauzes wird vom IUCN aufgrund des großen Verbreitungsgebietes und des offenbar stabilen Bestandes als „Least Concern (LC)“ = „nicht gefährdet“ eingestuft.

## Beschreibung
Brillenkäuze sind große, breitflügelige Eulen mit kräftigen, fast bis zu den Krallen befiederten Beinen und Zehen und großen Krallen. Die Körperlänge beträgt 43–52 cm, das Gewicht 571–982 g. Sie sind damit deutlich größer und annähernd doppelt so schwer wie ein Waldkauz. Wie bei allen Arten der Gattung Pulsatrix unterscheiden sich die Geschlechter bezüglich der Färbung nicht, die Art zeigt jedoch einen deutlichen Geschlechtsdimorphismus bezüglich Körpergröße und Gewicht. So haben Weibchen der Nominatform eine Flügellänge von 318–350 mm, Männchen erreichen nur 305–335 mm. Weibchen der Unterart P. p. saturata wiegen 765–982 g, Männchen nur 591–761 g.
Die Färbung ist sehr kontrastreich. Bei adulten Vögeln der Nominatform sind die Oberseite des Rumpfes sowie die Oberflügeldecken einfarbig dunkelbraun, die Schwingen und der Schwanz sind auf diesem Grund blass graubraun gebändert. Über die Brust zieht sich ein breites, dunkelbraunes Querband, die übrige Unterseite des Rumpfes ist einfarbig blassgelb bis gelblich rotbraun. Die Tarsometatarsen und Zehen sind mehr weißlich rotbraun befiedert.
Augenbrauen, Nasenflügel und Wangenstreifen, die Unterkante des Gesichtsschleiers sowie die Kehle  sind reinweiß, dass übrige Gesicht ist dunkelbraun. Der übrige Kopf und der Hals sind einfarbig schwärzlich braun und deutlich dunkler als die übrige Oberseite. Schnabel und Wachshaut sind gelblich hornfarben, die Schnabelspitze zeigt einen grünlichen Ton. Die unbefiederten Teile der Zehen sind weißlich oder blassgrau, die Krallen sind schwärzlich. Die Iris ist leuchtend gelb-orange.
Ausgeflogene Jungvögel unterscheiden sich erheblich von adulten Tieren. Der Gesichtsschleier ist mehr oder weniger herzförmig und einfarbig schwärzlich. Der übrige Kopf und der gesamte Rumpf sind einfarbig weiß. Die Oberflügeldecken sind auf weißem Grund graubraun gebändert, Schwingen und Schwanz sind auf braunem Grund hell gebändert. Das Adultkleid ist erst nach bis zu fünf Jahren ausgebildet.

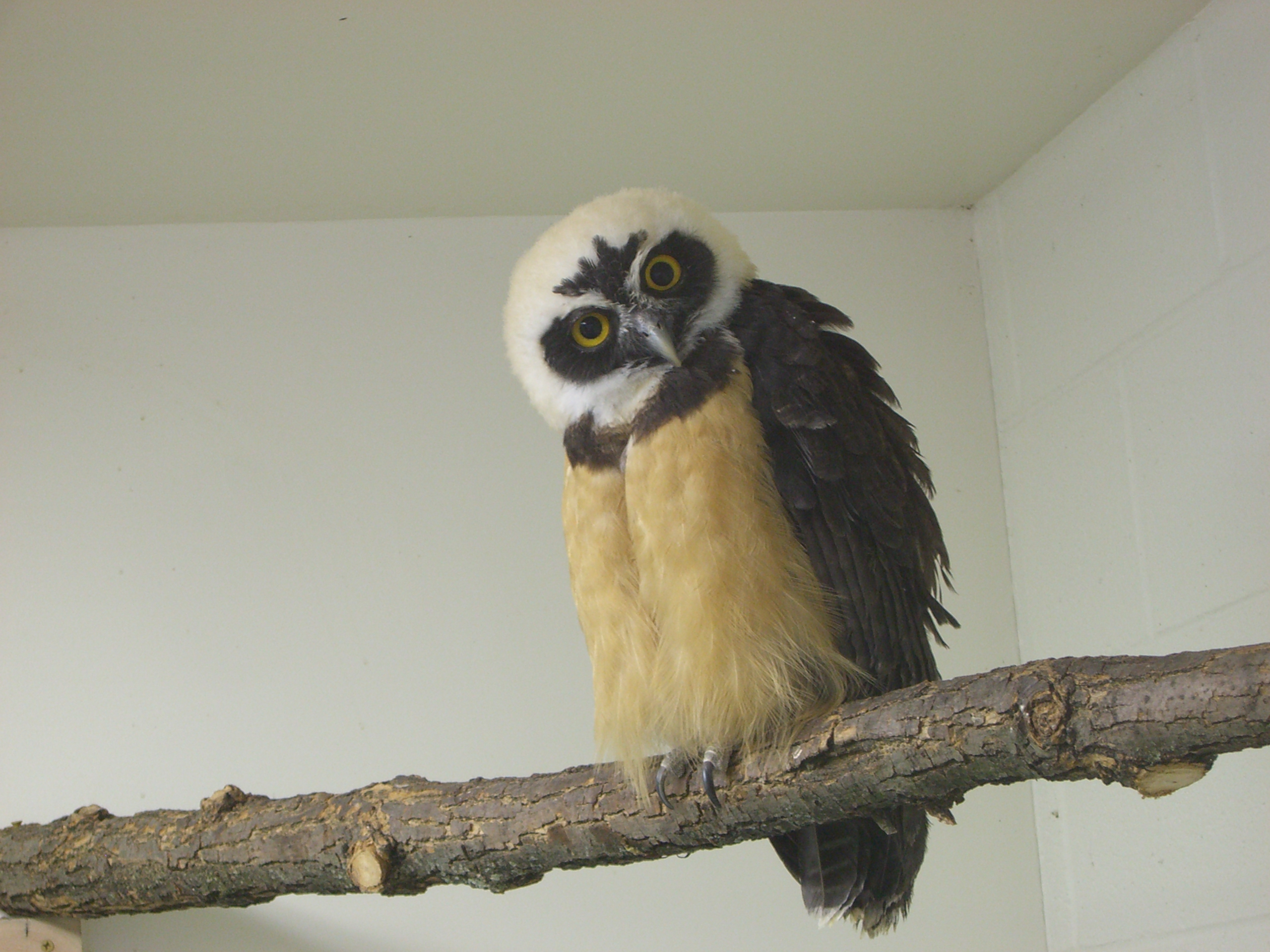
Immaturer Brillenkauz mit Resten des weißen Jugendkleidgefieders am Kopf

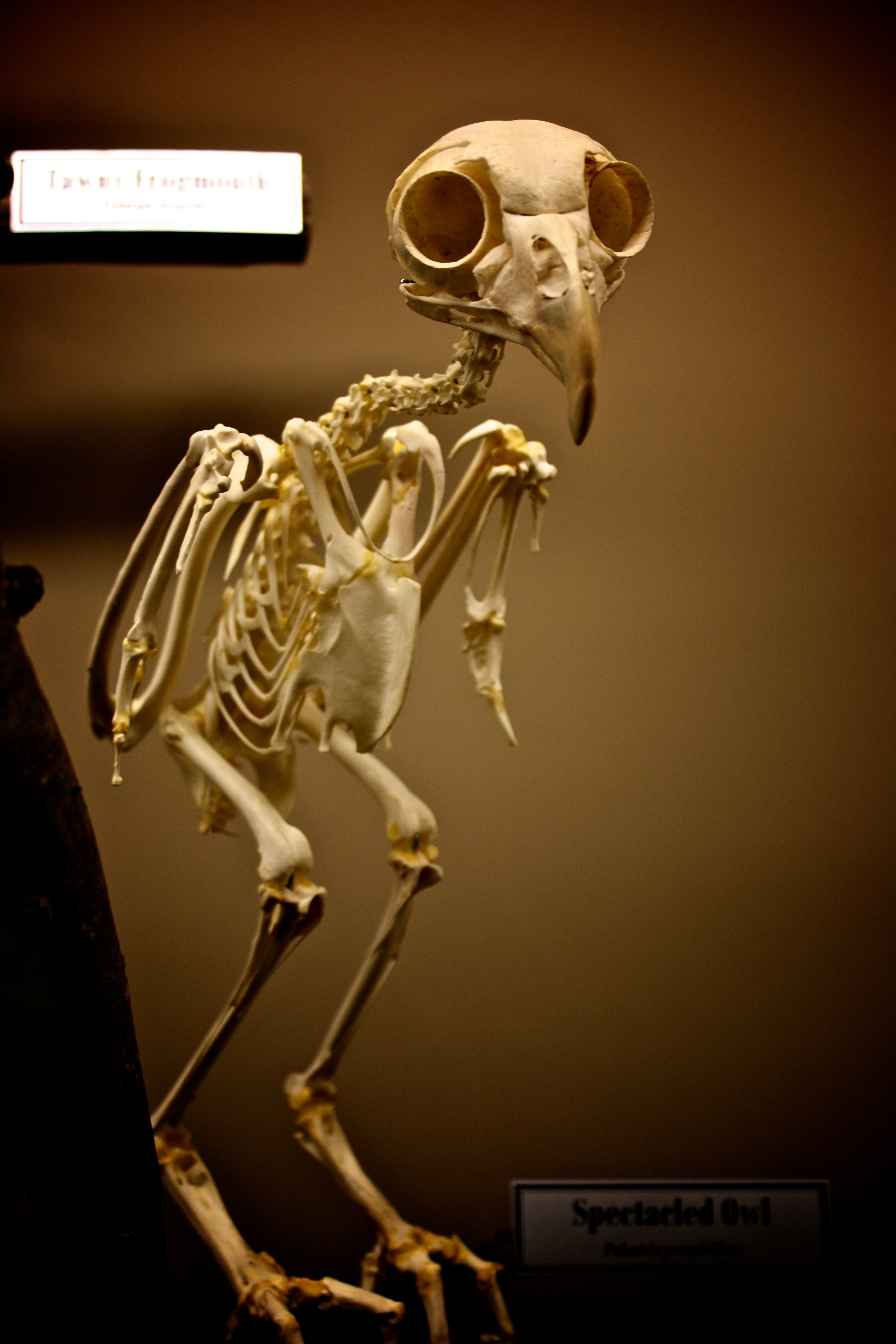
Skelett eines Brillenkauzes im Museum of Osteology, Oklahoma City

## Lautäußerungen
Der Balz- und Revierruf beider Partner ist eine Folge anfangs aufsteigender und zum Ende hin leiserer und tieferer kehliger Klopflaute, etwa wie „pok-pok-bogbogbogbobobo“. Überwiegend von Weibchen ist außerdem ein zweisilbiger, kreischender Ruf ähnlich einer Dampfpfeife bekannt.

## Verbreitung und Lebensraum

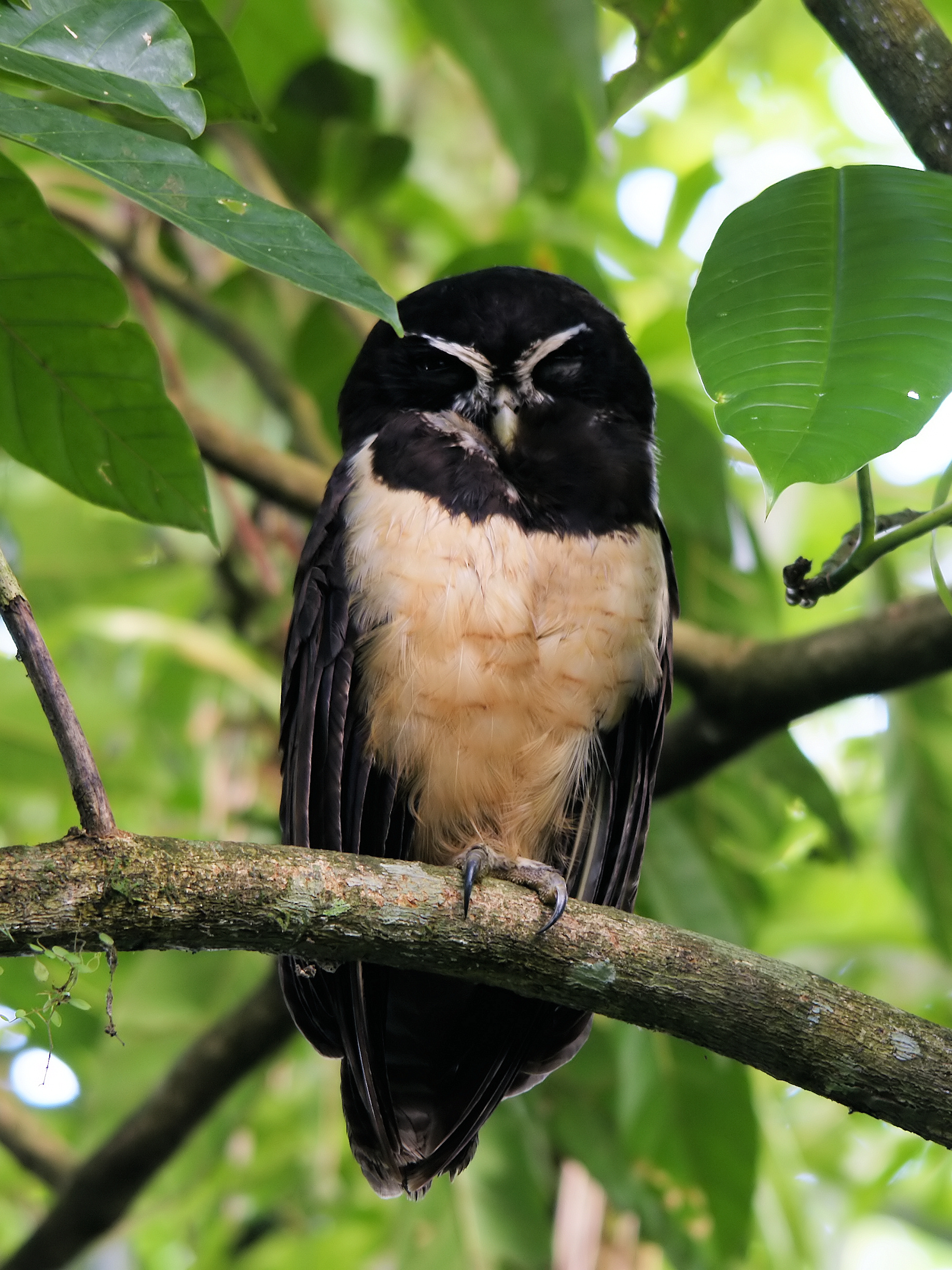
Brillenkauz der Unterart Pulsatrix p. saturata in Costa Rica.

Das Verbreitungsgebiet des Brillenkauzes reicht von Südmexiko über Mittelamerika und große Teile des nördlichen Südamerikas unter Aussparung der Anden bis in den Norden Argentiniens. Das Gesamtverbreitungsgebiet umfasst etwa 12,7 Mio. km². Brillenkäuze bewohnen den geschlossenen Wald der Tropen und Subtropen mit großen und alten Bäumen, aber auch Plantagen und Baumhaine. Die Art kommt von Meereshöhe bis 1500 m Höhe vor.

## Systematik
Die Anzahl der Unterarten des Brillenkauzes werden ebenso wie die Artabgrenzung innerhalb der Gattung Pulsatrix bis heute kontrovers diskutiert. Weitgehend unstrittig sind vier Unterarten:
- Pulsatrix perspicillata perspicillata (Latham, 1790)  – größter Teil des Verbreitungsgebietes.
- Pulsatrix p. saturata Ridgway, 1914 – Norden des Verbreitungsgebietes vom Süden Mexikos bis in den Norden von Costa Rica und in den Westen von Panama. Die dunklen Partien des Kopfes sowie der Rücken sind gleich dunkel schieferschwarz, die Bauchseiten und manchmal auch die Brust sind fein dunkel gebändert.
- Pulsatrix p. chapmani Griscom, 1932 – vom Osten Costa Ricas bis in den Nordwesten von Ecuador.
- Pulsatrix p. boliviana L. Kelso, 1933 – von Bolivien bis in den Norden Argentiniens.

Eine weitere Unterart Pulsatrix p. trinitatis Penard & Bangs, 1918, wird von mehreren Institutionen anerkannt, von König und Weick jedoch mit der Nominatform vereint. Eine von König und Weick vorgenommene Abtrennung der Unterart Pulsatrix perspicillata pulsatrix als eigene Art
Pulsatrix pulsatrix wird bisher nicht allgemein akzeptiert.

## Ernährung
Die Nahrung besteht in erster Linie aus kleinen Säugetieren, gelegentlich werden auch größere Säuger bis hin zur Größe von Opossums und Vögel bis zur Größe von Tauben und kleineren Eulen erbeutet. Zusätzlich werden auch Raupen und andere große Insekten verzehrt, mitunter auch Krabben und große Webspinnen. Die Jagd erfolgt wohl fast ausschließlich nachts. Die Vögel wechseln dabei von Ansitzwarte zu Ansitzwarte und beobachten den Boden, die Beute wird dann angeflogen und auf dem Boden gegriffen.

## Fortpflanzung
Die Brutbiologie im Freiland ist kaum untersucht. Zur Brut werden große Höhlen in Baumstämmen oder starken Seitenästen benutzt. Das Gelege umfasst im Normalfall zwei Eier, das nur vom Weibchen etwa 35 Tage lang bebrütet wird. Auch die Fütterung der Nestlinge erfolgt weitgehend durch das Weibchen, welches in dieser Zeit vom Männchen mit Beute versorgt wird. Die Jungvögel verlassen im Alter von ungefähr fünf oder sechs Wochen die Höhle, sie sind dann wie viele junge Eulen noch kaum flugfähig. Sie bleiben mehrere Monate von den Eltern abhängig, manchmal fast ein Jahr lang.

## Bestand und Gefährdung
Gesicherte Angaben zur Größe des Weltbestandes gibt es nicht, BirdLife International gibt als sehr grobe Schätzung 0,5 bis 5,0 Mio. Individuen an. Die Bestandssituation des Brillenkauzes wurde 2018 in der Roten Liste gefährdeter Arten der IUCN aufgrund des großen Verbreitungsgebietes und des offenbar stabilen Bestandes als „Least Concern (LC)“ = „nicht gefährdet“ eingestuft.